# Professionelle Zahnreinigung

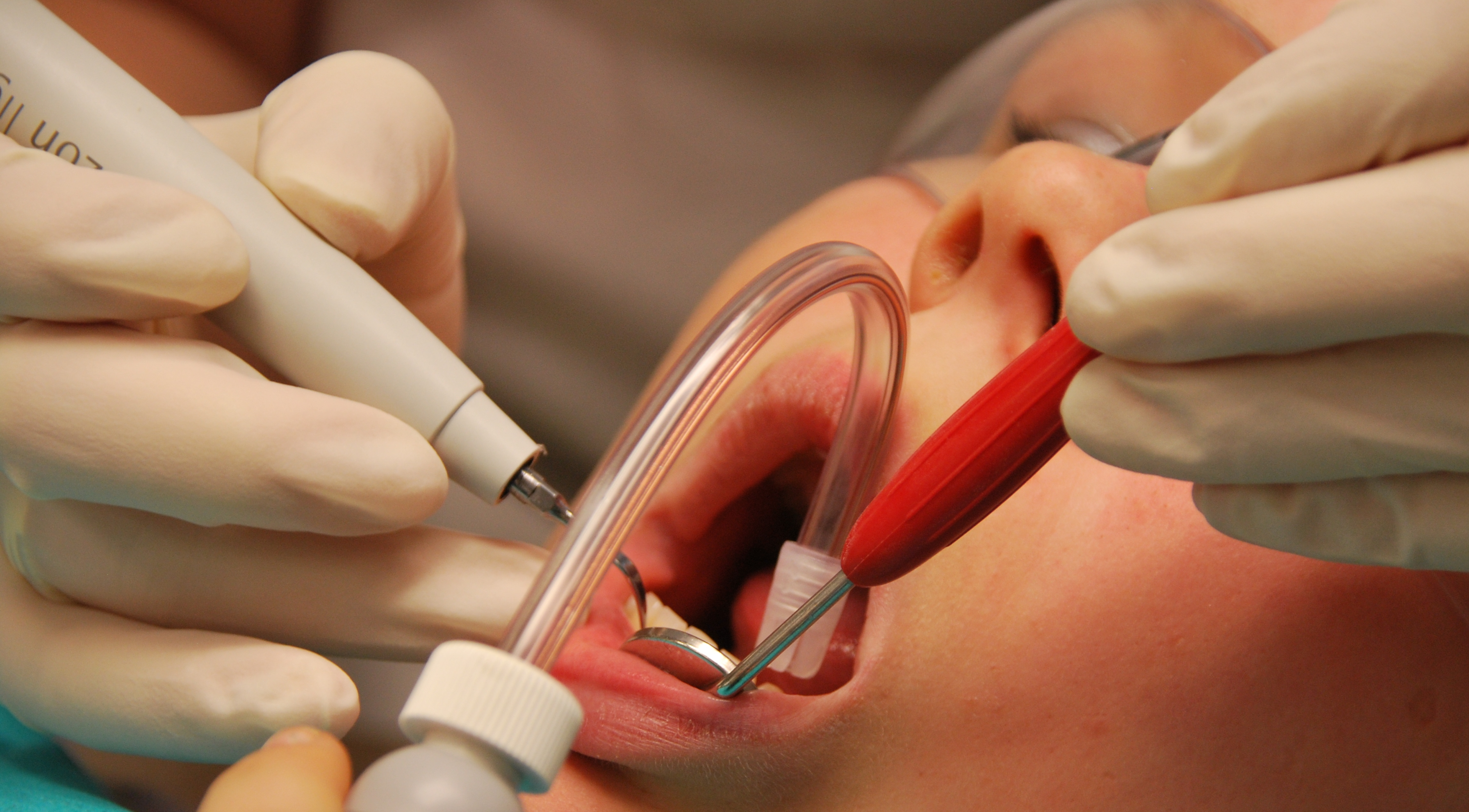
Zahnsteinentfernung mittels Ultraschall im Rahmen einer PZR

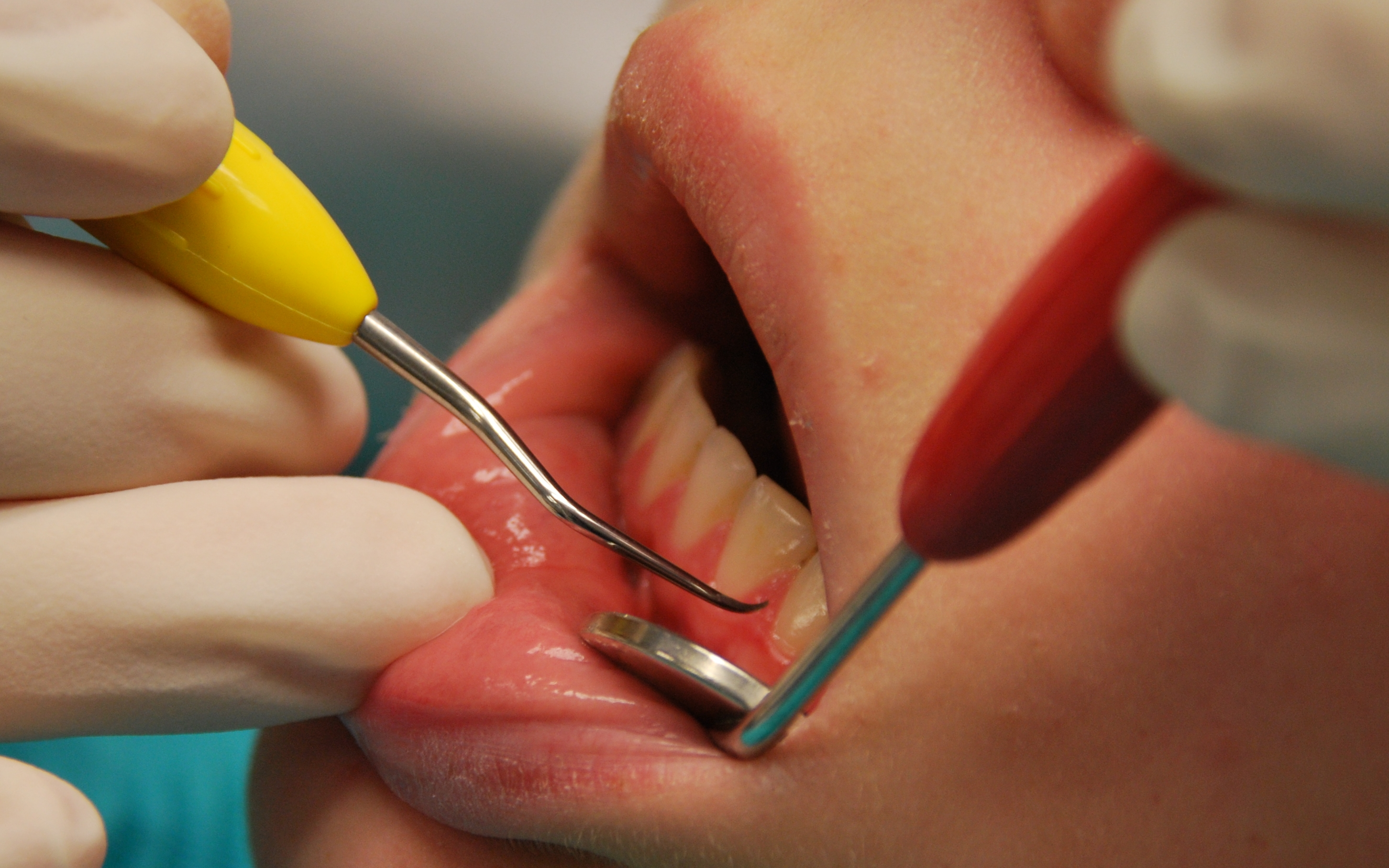
Scaling im Rahmen einer PZR

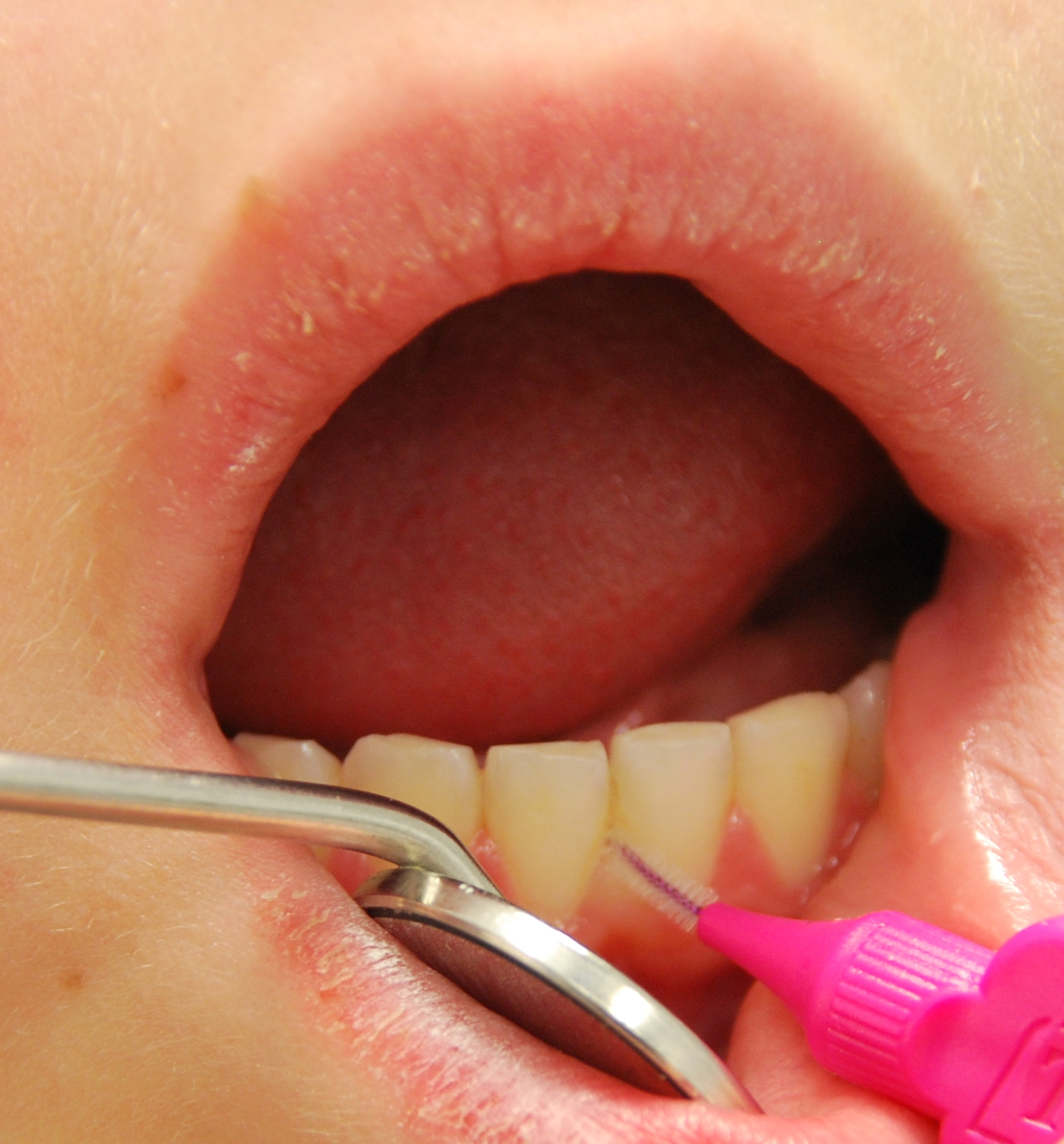
Reinigung der Zahnzwischenräume mit einer Interdentalbürste

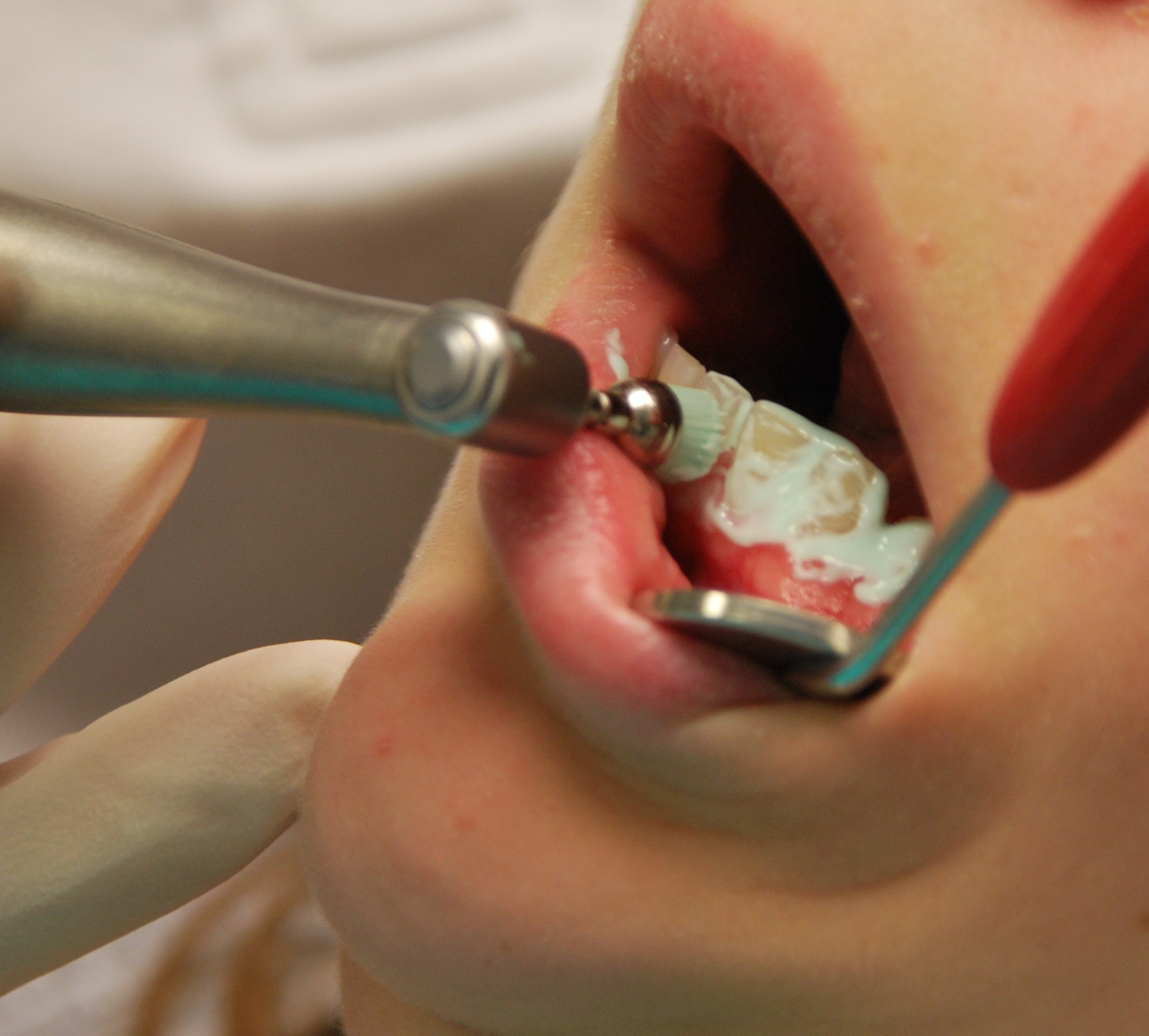
Politur der Zähne im Rahmen einer PZR

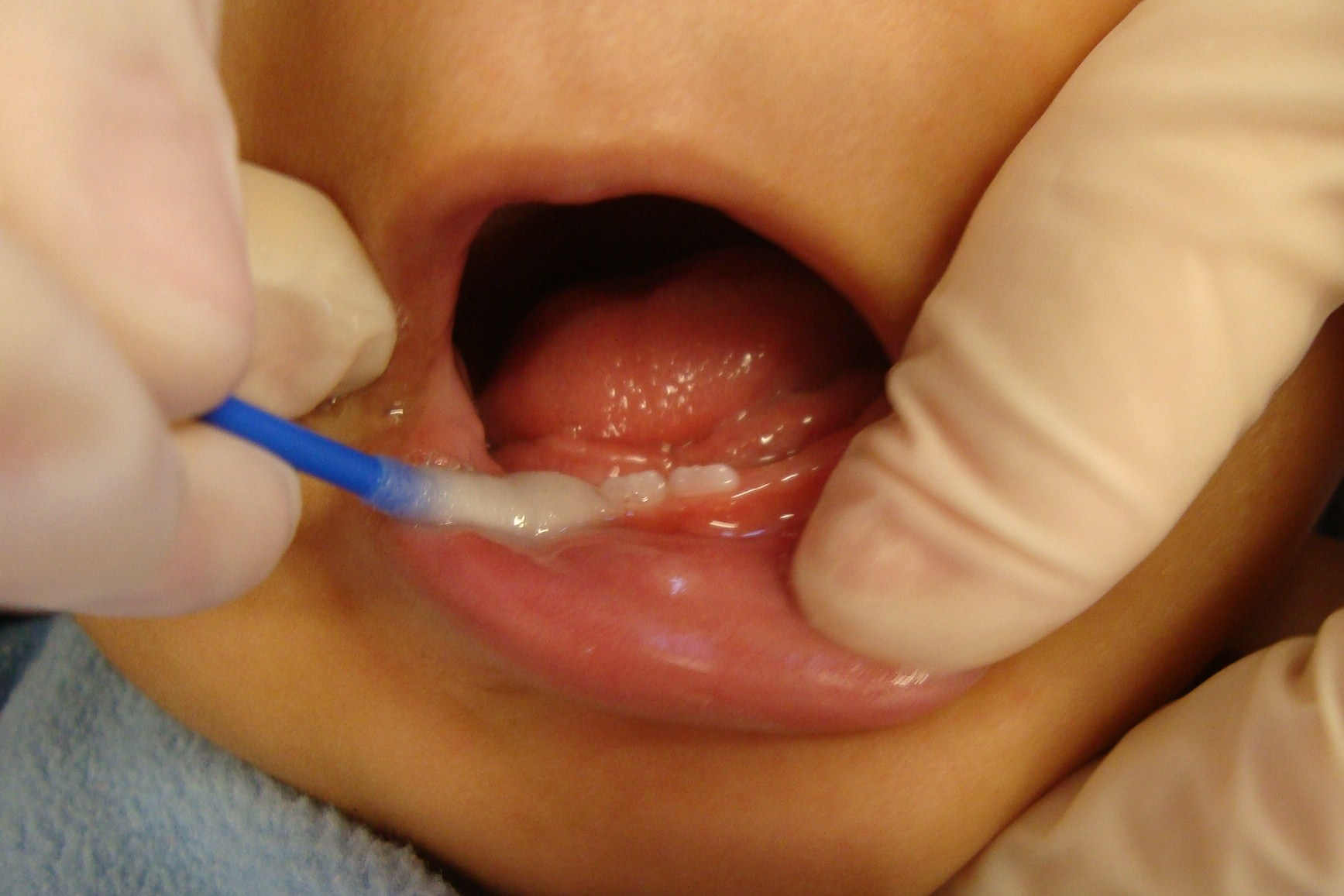
Fluoridierung der Zähne

Die Professionelle Zahnreinigung (PZR) oder Professionelle medizinische Zahnreinigung (PMZR) ist ein Hauptbestandteil der zahnmedizinischen Prophylaxe, zumeist der Individualprophylaxe. Man versteht darunter eine umfassende mechanische Reinigung der Zähne, die die Defizite der täglichen Mundhygiene beseitigt.

## Indikation
In jedem Mund bildet sich nach ein bis zwei Tagen ein Belag auf den Zähnen, Plaque oder auch Biofilm genannt. Dieser Biofilm besteht aus Milliarden von Bakterien, die einen regen Stoffwechsel entwickeln. Dabei werden isolierte Kohlenhydrate verwertet und Säuren sowie Zellgifte ausgeschieden. Durch diese aggressiven Substanzen entstehen Zahnschäden (Zahnkaries) und Zahnfleischentzündungen (Gingivitis) bis hin zum Knochenabbau (Parodontitis). Vielen Patienten gelingt es auch durch eine gründliche Zahnpflege nicht, alle Zwischenräume und Nischen in der Mundhöhle zu erreichen und damit diese Bakterien zu entfernen.
Insbesondere bei älteren Patienten ist eine regelmäßige gründliche Reinigung des Gebisses unerlässlich, weil das Zahnfleisch zurückgeht. Dadurch wird die freiliegende, dem Belag und den Bakterien ausgesetzte Zahnoberfläche größer. Ferner lässt die Fingerfertigkeit im Alter nach, was die Qualität der täglichen Putztechnik reduziert. Darüber hinaus verändert sich der Stoffwechsel im Alter in vielen Fällen ungünstig, beispielsweise durch chronische Krankheiten oder Medikamente, wodurch die Anfälligkeit für Karies und Parodontitis steigt.

## Vor- und Nachsorge
Die Vorsorge durch regelmäßige professionelle Zahnreinigungen wird von den zahnärztlichen wissenschaftlichen Fachgesellschaften empfohlen. Sie sollte alle sechs bis zwölf Monate durchgeführt werden. Die Häufigkeit der Vorsorge wird von zahlreichen Faktoren bestimmt. Studien belegen, dass Wohnort und Lebensgewohnheiten entscheidend die dentale Gesundheit beeinflussen. Deshalb sei ein starrer 12-Monats-Rhythmus nicht bei allen Patienten notwendig. Bei kariesaktivem Gebiss oder parodontaler Vorschädigung sollte eine PZR alle drei bis sechs Monate durchgeführt werden.
Als Erhaltungstherapie nach einer Parodontitisbehandlung (Unterstützende Parodontaltherapie) ist eine regelmäßige PZR angezeigt, um das Behandlungsergebnis zu bewahren. Bei diesen Risikopatienten wird die Frequenz der PZR je nach parodontalem Zustand gegebenenfalls erhöht.

## Wirksamkeit und Kritik
Der IGeL-Monitor des Medizinischen Dienstes Bund bewertet die PZR als „unklar“, da die Wissenschaftler in ihrer systematischen Literaturrecherche keine belastbare Studie fanden, die einen Nutzen belegen würde. Schäden seien aber nicht zu erwarten. 47 von 49 gesetzlichen Krankenkassen, die an einer Umfrage der Kassenzahnärztlichen Bundesvereinigung (KZBV) teilgenommen haben, leisten dennoch freiwillige Zuschüsse zur PZR.  Nur zwei Krankenkassen gaben an, keine Zuschüsse zur PZR zu leisten. Inwieweit die nicht an der Umfrage teilnehmenden Krankenkassen Zuschüsse zur PZR leisten, ist nicht bekannt. Die AOK führt auf ihrer Internetseite aus: „Eine regelmäßige professionelle Zahnreinigung (PZR) kann den Zahnfleischschwund bei Parodontitis aufhalten oder verlangsamen. Zusätzlich lassen sich Verfärbungen auf den Zähnen entfernen, die zum Beispiel durch Tee, Kaffee oder durchs Rauchen entstehen. Die PZR unterstützt die Zahnpflege, ersetzt sie aber nicht.“ Die Bundesinnungskrankenkasse Gesundheit warnt auf ihrer Seite davor, dass bei immungeschwächten Menschen Komplikationen durch die Freilegung weiterer Bakterien auftreten können.
Nach einer Metastudie der Cochrane Collaboration hat die Professionelle Zahnreinigung (bei Erwachsenen ohne schwere Parodontitis) nur geringe oder keine Auswirkungen auf Zahnfleischentzündungen, die Sondierungstiefe (als Parameter für die Gesundheit des Zahnfleischs) und die zahngesundheitsbezogene Lebensqualität (jeweils bei hoher Qualität des Belegs). Auch in Bezug auf den Zahnbelag wurden geringe oder keine Wirkungen festgestellt, dabei ist der Beleg von niedriger Qualität. Die großvolumige Interval-Studie (2021) findet keine Unterschiede in der Mundhygiene der Patienten, die über 4 Jahre in 6-, 12- oder 24-monatigen Abstände Zahnreinigungen durchgeführt haben.

## Durchführung
Die PZR wird vom Zahnarzt oder von fortgebildeten Fachkräften durchgeführt, wie zahnmedizinischen Prophylaxe-Assistenten (ZMP), zahnmedizinischen Fachassistenten (ZMF) oder Dentalhygienikern (DH).
In der Regel umfasst die PZR eine vollständige Entfernung versteckter weicher und auch mineralisierter Zahnbeläge oberhalb (Zahnstein) und unterhalb (Konkrement) des Zahnfleisches. Die genannten Assistenzberufe dürfen diese Beläge nur entfernen, soweit sie klinisch sichtbar und erreichbar sind. Ansonsten sind sie dem Zahnarzt vorbehalten.
Die Reinigung erfolgt mit Handinstrumenten (Scaler), Schleifpapierstreifen, Bürstchen, Zahnseide und Ultraschallgeräten. Anschließend können eventuell verbliebene Verfärbungen und Ablagerungen auf Zahnoberflächen (auch auf Zahnersatz und Zahnkronen) mittels Pulverstrahlgeräten entfernt werden. Vergleichbar mit dem Sandstrahlen bläst hier ein erwärmtes Gemisch aus Luft, Wasser und einem speziellen Reinigungssalz die Beläge aus jedem Zwischenraum und jeder Furche (Fissur). Anschließend werden die Zähne mit einem rotierenden Gummikelch oder einer rotierenden kleinen Bürste unter Verwendung immer feiner werdender abrasiver Prophylaxepasten poliert, um die Zahnoberflächen zu glätten und ein Neuansetzen von Belägen zu erschweren. Abschließend werden zum Schutz des Zahnschmelzes alle Zahnoberflächen mit einem speziellen Fluoridlack behandelt.
In seltenen Fällen kann bei besonders empfindlichen Zähnen die Professionelle Zahnreinigung unter Lokalanästhesie durchgeführt werden.
Bei Kindern und Jugendlichen in kieferorthopädischer Behandlung werden für eine PZR die Bögen und alle Zusatzteile entfernt und nach Abschluss der Behandlung wieder eingegliedert.

## Kosten
Die Kosten für eine PZR belaufen sich je nach Zahnzahl, Aufwand und Ausführung auf etwa 35 bis 150 Euro. Mit Inkrafttreten der Novellierung der Gebührenordnung für Zahnärzte (GOZ) zum 1. Januar 2012 werden gemäß Gebührenposition 1040 bei durchschnittlichem Aufwand (2,3-facher Faktor) 3,62 Euro pro Zahn berechnet.
Während einige private Krankenversicherungen diese Kosten in der Regel übernehmen, lehnen andere private Versicherer eine Erstattung mit der Begründung ab, dass es sich bei der PZR um eine Prophylaxemaßnahme handle. Diese sei von der Erstattung ausgeschlossen. Laut Meinung der Zahnärztekammern ist die Ablehnung der Erstattung als Prophylaxemaßnahme bzw. als nicht medizinisch notwendige Leistung nicht rechtskonform. Gesetzlich Krankenversicherte müssen die Kosten einer PZR zunächst selbst tragen. Die Kassenzahnärztliche Bundesvereinigung führt seit 2016  jährliche Umfragen unter den gesetzlichen Krankenkassen durch, ob und in welcher Höhe sie die Professionelle Zahnreinigung bezuschussen, jedoch antworteten 2017 nur etwa 30 % der Krankenkassen auf die Umfrage. Einige Zahnzusatzversicherungen für gesetzlich Versicherte übernehmen die Kosten je nach Tarif teilweise oder vollständig. Mehr als zwei Drittel der Kassen bieten laut Stiftung Warentest als Extraleistung ein- bis zweimal jährlich Zuschüsse zur professionellen Zahnreinigung an. Sie liegen zwischen 10 Euro und 300 Euro pro Jahr.
Teilweise ist die Bezuschussung der PZR an den Abschluss eines Wahltarifs, Selektivvertrags oder Bonusprogramms gebunden. Darüber hinaus verlangen einige Kassen einen Zahnarztwechsel.
Informationen dazu, welcher Versicherer, unter welchen Bedingungen, wie viel der Kosten, wie oft, übernimmt, bietet die Kassenzahnärztliche Bundesvereinigung online an.

## Situation in den Vereinigten Staaten
In den Vereinigten Staaten arbeiten niedergelassene Zahnärzte stets mit einem fest angestellten Zahnhygieniker (Dental hygienist) zusammen. Anstatt zur halbjährlichen Kontrolluntersuchung beim Zahnarzt gehen Amerikaner zweimal im Jahr zur Zahnreinigung. In deren Verlauf nimmt der Zahnhygieniker auch eine gründliche Untersuchung vor, so dass er bei einfach zu diagnostizierenden Problemen wie Karies oder Zahnfleischentzündungen üblicherweise der Erste ist, der diese feststellt und den Zahnarzt darauf hinweist. In den meisten Praxen folgt auf die Untersuchung und Zahnreinigung in der Regel eine Untersuchung durch den Zahnarzt.
Die Kosten, die in den USA pro Behandlung etwa 100 US$ betragen, werden von den Zahnversicherungen meist weitgehend übernommen; allerdings verfügen viele US-Amerikaner über keinerlei Zahnversicherungsschutz.
Der Beruf des Dental hygienist wird in den USA mehrheitlich in Teilzeitarbeit und fast ausschließlich von Frauen ausgeübt. Berufsvoraussetzung ist ein mindestens zweijähriges Fachstudium am College; vereinzelt werden auch vier- und sechsjährige Studiengänge angeboten. In der größten Berufsvereinigung der amerikanischen Zahnhygieniker, der American Dental Hygienists’ Association, sind mehr als 150.000 Mitglieder vertreten. Im Jahr 2006 waren landesweit 167.000 Dental hygienists beschäftigt, die meisten davon in den Praxen niedergelassener Zahnärzte.